# Koog

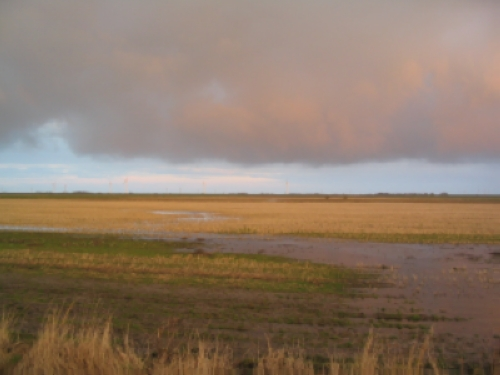
Westerkoog (Dithmarschen): Typische Kooglandschaft im Februar 2004

Der Begriff Koog (Plural: Köge), auch Polder oder Groden, bezeichnet ein an der Nordseeküste Deutschlands, Dänemarks und der Niederlande sowie in Belgien durch Deichbau dem natürlichen Meereseinfluss entzogenes und nachfolgend aktiv entwässertes flaches Marschland. Diese Form der Landgewinnung erfolgt auch in an Mündungsbereiche angrenzenden Gebieten,  sofern diese ebenfalls unter Gezeiteneinfluss stehen. In der Regel wird auch hier das gewonnene Land durch Eindeichung geschützt.

## Etymologie
In seiner ursprünglichen deutschen Schreibweise Kog hat das Wort die Bedeutung „hohes Land vor dem Deich“. So ist es im neuniederländischen Wort kaag erhalten geblieben, von dem es im Zuge des Deichbaues entlehnt wurde. Koog hat nunmehr die Bedeutung „eingedeichtes Land“. Aus dem Dithmarscher Wort koch (15./16. Jahrhundert) kam es in die dänische Sprache als kog. In der Nordfriesischen Sprache heißt es kuch. In der Schreibweise Koog lässt sich die Verwendung beim Dichter Michael Richey für das Jahr 1755 nachweisen. Um 1700 hieß das heutige Cuxhaven noch Koogshaven.

## Polder
In den Niederlanden und in angrenzenden Teilen Ostfrieslands ist für das eingedeichte Land zumeist synonym der (ebenfalls maskuline) Begriff Polder (plattdeutsch: Poller) gebräuchlich, der mit dem Wort Pfuhl verwandt sein soll. Im östlichen Teil Ostfrieslands und im Oldenburger Land gibt es noch die Bezeichnung der Groden.

## Groden
Der Begriff Groden, altfriesisch „grōde“ (vgl. zusätzlich engl. to grow, ndl. groeien = „wachsen“, „anwachsen“) bezeichnet von der See angeschwemmte Neulandgebiete. Sinkstoffe lagern sich bei dem Gezeitenwechsel von See her auf dem Watt ab. Nach Erreichen einer bestimmten Außengrodenhöhe erfolgt die Eindeichung. Eingedeichtes Land wird zum Innengroden. Durch Trockenlegung verdichtet sich der fruchtbare Boden und kann sich im Laufe der Zeit auf ein Niveau unterhalb des Meeresspiegels senken. Der ansteigende Meeresspiegel vor dem Deich und das Absacken der trockengelegten ehemaligen Meeresbereiche hinter dem Deich führen daher bei mehreren Eindeichungen zu einer immer höheren Lage der neu eingedeichten Marschflächen. Auf diese Weise entsteht eine so genannte Poldertreppe.
Der Namensbestandteil Groden findet sich zumeist in friesischen Gebieten, beispielsweise in Wilhelmshaven in seinen Stadtteilen Altengroden, Neuengroden und Fedderwardergroden, den dortigen Heppenser, Voslapper und Rüstersieler Groden, sowie im Umland mit Cäciliengroden, Petersgroden und Adelheidsgroden. Alle diese Gebiete sind vor kürzerer (20. Jahrhundert) oder längerer Zeit durch Eindeichung und Aufspülung entstanden, wie es bei Poldern der Fall ist.

## Entwässerung

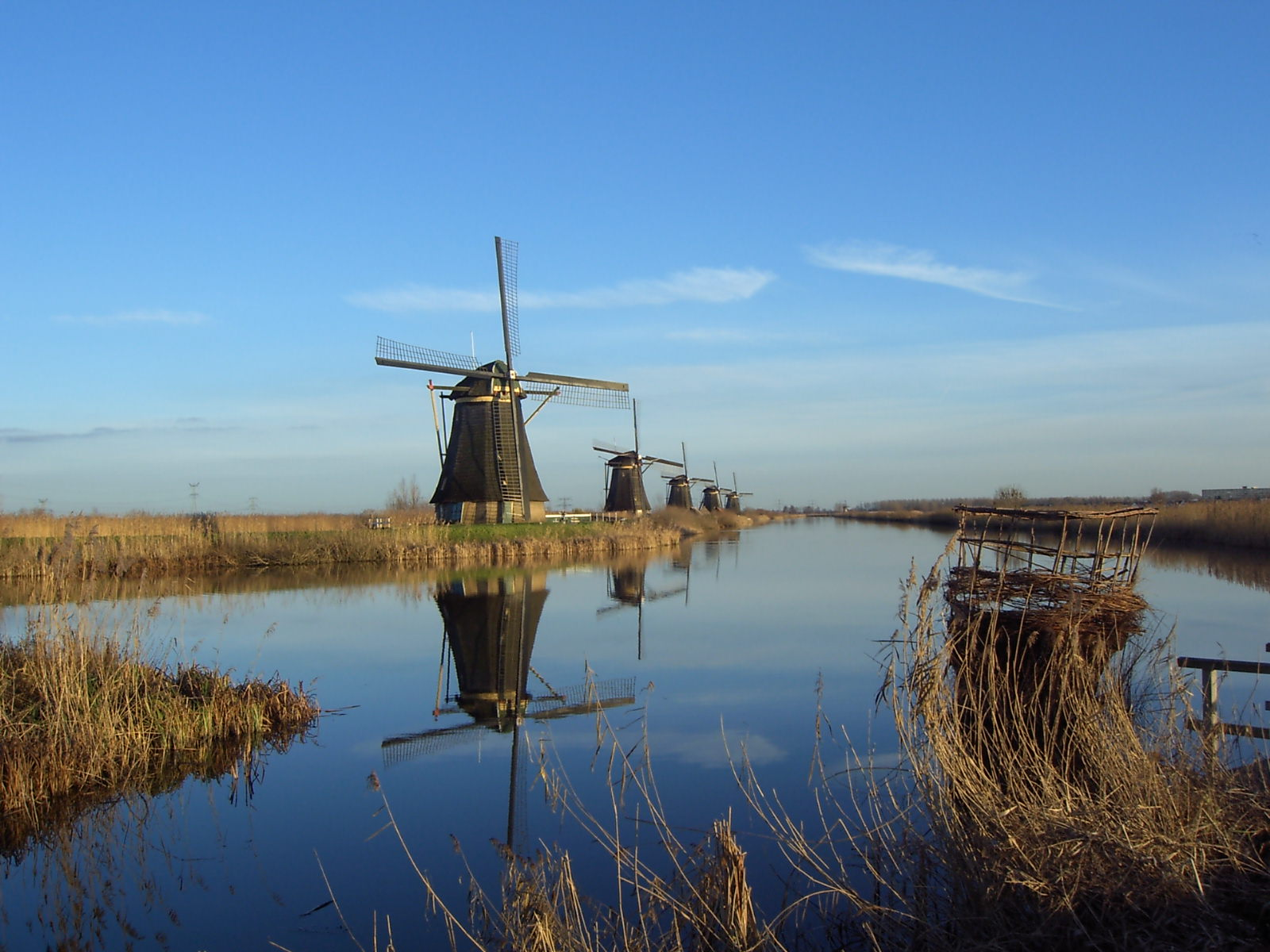
(Pumpen-)Mühlen auf Deich des Overwaard-Polders bei Kinderdijk

Da ein Koog oder Polder oft niedriger als der Wasserspiegel der angrenzenden Gewässer liegt, muss das Binnenland ständig entwässert werden. Die Aufgabe der Entwässerung übernehmen Vorfluter, Siele, Schöpfwerke und Wasserpumpen.
In heutiger Zeit arbeiten die Pumpen mit Motorkraft, in vorindustrieller Zeit bis teilweise zur Hochindustrialisierung wurden sie mit Windkraft betrieben (Windpumpe). Die Gruppen von Windmühlen auf den Deichen des Rheindeltas – ein Wahrzeichen der Niederlande – sind alte Wasserpumpen.

## Flussköge
Neben der Gewinnung von Land aus dem Meer spricht man auch an Flüssen von Kögen oder Poldern. Meist handelt es sich um ehemalige Feuchtgebiete, die nun landwirtschaftlich genutzt werden. Dabei wird aus einer Flussaue oder einem Bruch ein ganz anderes Ökosystem, an dessen Ursprung nur noch der Name erinnert, wie an dem Beispiel des Oderbruchs zu sehen.
An Rhein, Elbe und Oder werden diese Flächen auch zum Hochwasserschutz mittels Fluten genutzt (siehe Hauptartikel: Polder). Ist das Hochwasser ausreichend abgeflossen, pumpt man das Wasser wieder aus den Poldern und kann diese bis zum nächsten Hochwasser wieder landwirtschaftlich nutzen.
Bis in die 1950er Jahre wurden Köge aus wirtschaftlichen Gründen zur Landgewinnung angelegt, seitdem steht der Küstenschutz im Vordergrund: „Inselschutz ist Küstenschutz“.

## Norddeutsche Köge
An der schleswig-holsteinischen Westküste und der Unterelbe wurden im Laufe der Jahrhunderte über 230 Köge gewonnen. Die ältesten Köge liegen in Eiderstedt; sie stammen aus dem 11. Jahrhundert. Nach der Burchardiflut von 1634 kam es vermehrt zum Bau Oktroyierter Köge.
 Bekannte Köge sind beispielsweise:
- Köge im Kreis Dithmarschen
  - Brunsbüttelkoog (Stadt Brunsbüttel)
  - Christianskoog
  - Delver Koog
  - Dieksanderkoog (ehemals Adolf-Hitler-Koog, Gemeinde Friedrichskoog)
  - Friedrichsgabekoog
  - Friedrichskoog (Gemeinde Friedrichskoog)
  - Hedwigenkoog
  - Kaiser-Wilhelm-Koog
  - Kaiserin-Auguste-Viktoria-Koog (Gemeinde Friedrichskoog)
  - Karolinenkoog
  - Kronprinzenkoog
  - Neufelderkoog
  - Preiler Koog
  - Speicherkoog in der Meldorfer Bucht
  - Wesselburenerkoog
  - Westerkoog

- Köge im Kreis Nordfriesland
  - Augustenkoog
  - Beltringharder Koog
  - Alter Christian-Albrechts-Koog (Gemeinde Galmsbüll)
  - Neuer Christian-Albrechts-Koog (Gemeinde Galmsbüll)
  - Hauke-Haien-Koog (nach der Hauptfigur der Novelle Der Schimmelreiter von Theodor Storm benannt)
  - Friedrich-Wilhelm-Lübke-Koog – 1954 letzter zur Besiedlung eingedeichter Koog Schleswig-Holsteins.
  - Gotteskoog
  -  Marienkoog (Gemeinde Galmsbüll)
  - Galmsbüllkoog (Gemeinde Galmsbüll)
  - Tümlauer-Koog (ehemals Hermann-Göring-Koog)
  - Norderheverkoog (ehemals Horst-Wessel-Koog)
  - Uelvesbüllerkoog (Gemeinde Uelvesbüll)
  - Bottschlotter Koog (Gemeinde Dagebüll)
  - Kleiseerkoog (Gemeinde Galmsbüll)
  - Herrenkoog
  - Rickelsbüller Koog
  - Köge der früheren Insel Nordstrand
    - Elisabeth-Sophien-Koog
    - Alter Koog
    - Osterkoog
    - Trendermarschkoog
    - Neukoog
    - Morsumkoog
    - Pohnshalligkoog

  - Köge der Gemeinde Reußenköge
    - Cecilienkoog
    - Desmerciereskoog
    - Louisen-Reußen-Koog
    - Reußenkoog
    - Sönke-Nissen-Koog
    - Sophien-Magdalenen-Koog

- Köge im Kreis Pinneberg
  - Hetlinger Neuerkoog

## Ausdeichungen
Manchmal musste bereits besiedeltes und bedeichtes Marschland nach Sturmfluten aufgegeben werden. Das Land wurde durch neue oder rückverlegte Deiche zunächst ausgedeicht und konnte oft erst nach wiederholten Anstrengungen wieder eingedeicht werden.
- Altenkoog bei Ostermoor, ausgedeicht 1687–1762
- Brunsbüttel-Eddelaker Koog („Brunsbüttelkoog“), ausgedeicht 1717–1762 („Soldatendeich“)
- Dammkoog, ausgedeicht 1362–1489